# Kothon

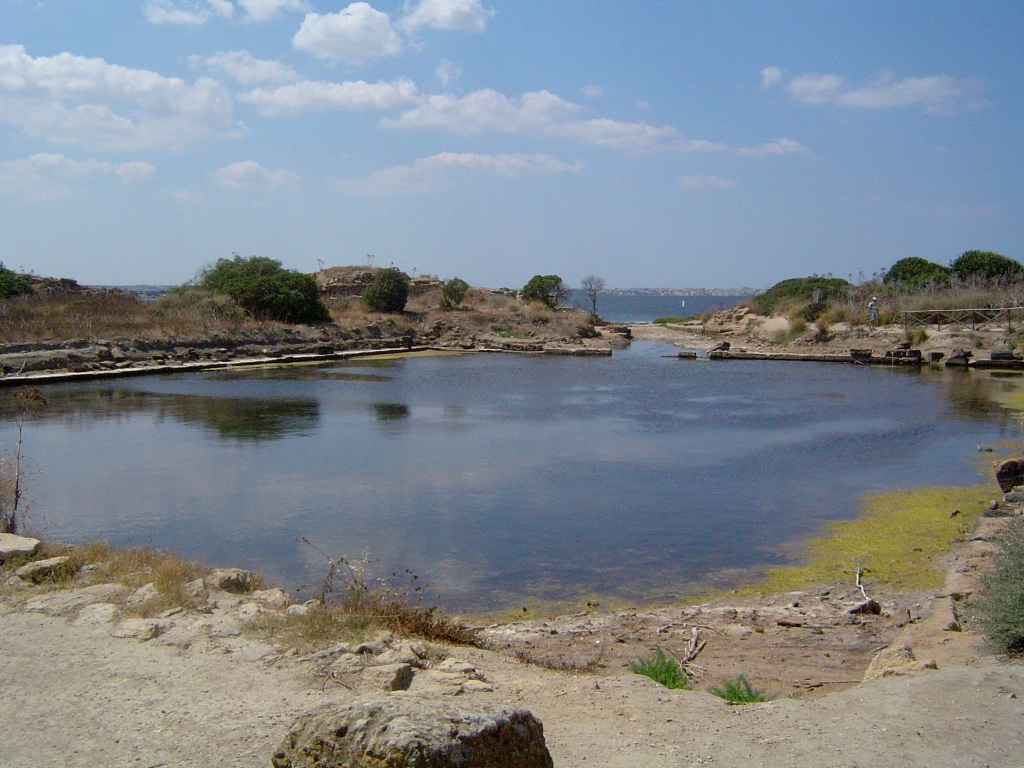
Il kothon di Mozia.

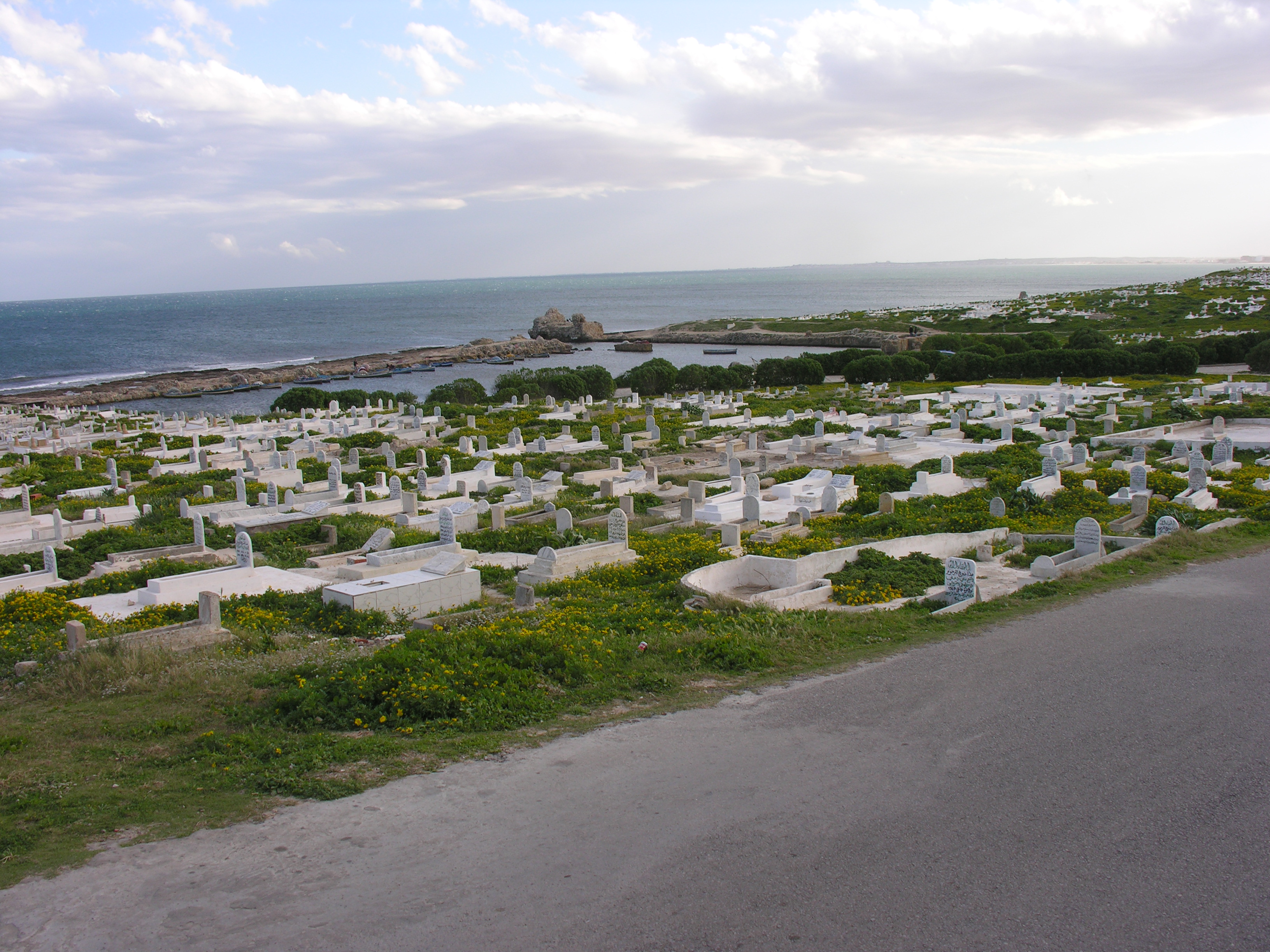
Il kothon di Mahdia, dietro il cimitero

Il kothon (anche cothon o koton) era un bacino idrico utilizzato all'interno dei porti fenici. Il suo uso, ancora non chiarito da un punto di vista archeologico, rimane sconosciuto: si crede sia stato un luogo di ricovero per le navi da riparare, oppure un bacino artificiale legato a culti locali.

## Mozia
Nel caso del kothon di Mozia, in Sicilia, si tratterebbe di un bacino orientato secondo i punti cardinali, di dimensioni 35,7m x 52,5m e disassato rispetto agli altri monumenti; l'orientamento sarebbe uguale in tutte le fasi, con nell'ultima fase anche elementi egiziani ed una terracotta mutila di cinocefalo, un animale che saluta il Sole. Il Tempio situato nelle vicine, a cui sarebbe collegato, è molto simile al Tempio di Astarte di Kition, a Cipro. L'ingresso è rivolto verso l'area sacra, e le stele del tofet mostrano una schematizzazione di un portale con dentro un betilo. Inoltre il pozzo del tempio sarebbe simile a quello del Tempio degli Obelischi di Biblo. Nel 1985 Sabatino Moscati identificava una stele al centro della Porta Sud, ipotizzando che si trattasse di una stele portata dal tofet, anche se la teoria oggi viene messa in discussione. Sul lato nord del kothon di Mozia è stata individuata una polla d'acqua dolce. Secondo le ipotesi di Lorenzo Nigro, durante il solstizio d'inverno e l'equinozio di primavera a 110° sorge la costellazione di Orione (identificata nell'antichità come il dio Baal), per cui è possibile ipotizzare che si trattasse del Tempio di Saturno (come a Nora) o del Tempio di Eshmun (come a Dougga).

## Esempi di kothon giunti ai nostri giorni
- Cartagine: due bacini chiamati « porto commerciale » e « porto militare »
- Mahdia: di dimensioni 72m × 56m
- Béni Saf
- Utica
- Mozia